# Шванвич, Борис Николаевич
Бори́с Никола́евич Шва́нвич (14 [26] ноября 1889, Полтава, — 5 декабря 1957, Ленинград) — русский и советский учёный-зоолог, автор учебника по энтомологии. Основные работы связаны с биологией опылителей, сравнительной анатомией насекомых. Награждён орденом Ленина и рядом медалей.

## Образование и карьера
С 1908 года учился в Петербургском университете, выпускник 1913 года. Был оставлен при университете для подготовки к профессорскому званию. Ассистент по энтомологии у М. Н. Римского-Корсакова на Стебутовских сельскохозяйственных курсах (1915). Ассистент (1919), затем приват-доцент (1926) Петроградского (Ленинградского) университета. Профессор Пермского университета (1928—1930). Заведующий кафедрой энтомологии Ленинградского государственного университета (1930—1931 и 1944—1955 гг.). Вице-президент Всесоюзного энтомологического общества (1954—1957) и председатель зоологического отделения Ленинградского общества естествоиспытателей.

## Вклад в науку

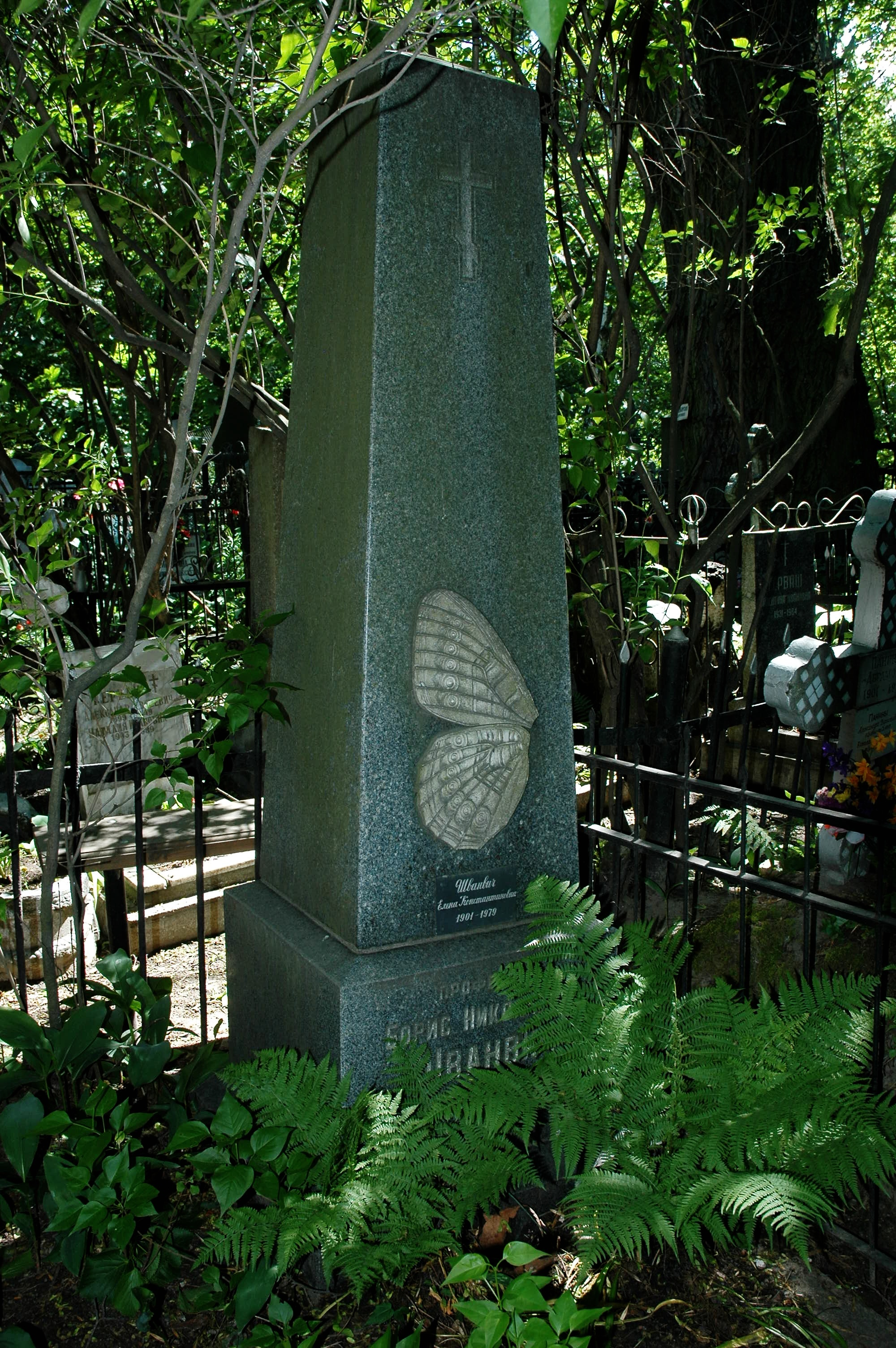
Памятник на могиле Б. Н. Шванвича на Большеохтинском кладбище в Санкт-Петербурге с изображением плана строения рисунка крыльев бабочек, согласно его теориям (фото 2008 г.)

Исследовательскую работу начал еще студентом, первая публикация (1914) посвящена моллюскам Entocolax ludwigi, паразитирующим в полости тела голотурий. Шванвичу удалось проследить за развитием моллюска и обнаружить карликовых самцов, обитающих в полости выводковой сумки самок этого вида. Исследования по моллюскам легли в основу магистерской диссертации (1922). Одновременно начал заниматься изучением рисунка крыльев бабочек. В 1922 г. сделал первые сообщения по этой теме на первом Всероссийском съезде зоологов, анатомов и гистологов. В 1925 г. по рекомендации проф. У. Бэтсона получил стипендию Рокфеллеровского комитета содействия научным исследованиям и был направлен в заграничную командировку, в которой провел около года. С 1926 г. начал читать курс, посвященный окраске насекомых, а с 1930 г. заменил ушедшего из ЛГУ М. Н. Римского-Корсакова в должности и. о. профессора и заведующего кафедрой общей энтомологии. В результате реорганизации кафедра была вскоре слита с кафедрой зоологии беспозвоночных и окончательно выделилась из её состава только в 1944 г. Все это время Б. Н. Шванвич работал в лаборатории энтомологии, которая и стала основой кафедры при её воссоздании.
Работы Б. Н. Шванвича по окраске насекомых шли в двух направлениях. На основании сопоставления рисунка крыльев бабочек в объеме мировой фауны он вывел общий план строения. В основу было положено предположение о том, рисунок формируется за счет взаимодействия нескольких относительно независимых друг от друга систем темных элементов (в основном, поперечных полос в разных зонах крыла) на светлом фоне. Другим важным обобщением был принцип стереоморфизма: Шванвич предположил, что криптический эффект окраски связан с тем, что узор воспринимается хищником как игра света и тени на рельефной поверхности и создает в одних случаях «расчленяющий эффект», а в других — «уплощает» объемные объекты. Для иллюстрации своей теории Б. Н. Шванвич создавал объемные модели из гипса, которые на черно-белых фотографиях выглядели, как рисунок на крыльях бабочки.
Разработки Шванвича в области мимикрии нашли широкое применение при маскировке ленинградских объектов в годы Великой Отечественной войны.
Автор учебника энтомологии (1949), который и по настоящее время (начало XXI века) считается одним из базовых руководств по предмету. В этом учебнике он предложил оригинальную систему насекомых, основанную на строении скелета груди и крыловой мускулатуры. Крылатые насекомые были разделены на Orthomyaria (прямомышечные, единственный современный отряд — стрекозы) и Chiastomyaria (перекрестномышечные — остальные отряды).
На могиле Б. Н. Шванвича на Большеохтинском кладбище в Санкт-Петербурге установлен памятник с изображением плана строения рисунка крыльев дневных бабочек согласно его представлениям.

## Основные сочинения
- Шванвич Б. Н. Наблюдения над самкой и рудиментарным самцом Entocolax ludwigi Voight // Зоологический вестник. — 1917. — Т. 2. — Вып. 1—2. — С. 1—147.
- Шванвич Б. Н. Насекомые и цветы в их взаимоотношениях. Новые данные по физиологии поведения пчел и других насекомых / С предисл. акад. И. П. Павлова. — М.—Л.: Гос. изд-во, 1926. — 116 с.
- Шванвич Б. Н. Курс общей энтомологии: Введение в изучение строения и функций тела насекомых: Учебник для гос. университетов. — М.—Л.: Советская наука, 1949. — 900 с.
- Шванвич Б. Н. Введение в энтомологию: Учебн. пособие для вузов. — Л.: Изд-во Ленинградского ун-та, 1959. — 342 с.
- Шванвич Б. Н., Лопатников С. Н. Пчела и пчеловодство: Пособие для пчеловодов колхозных и совхозных пасек. — Саратов: Саратовское областное изд-во, 1945. — 152 с (Выдержала пять изданий, последнее под ред. Л. З. Захарова в 1964 г.)